# Gerhard Westerburg

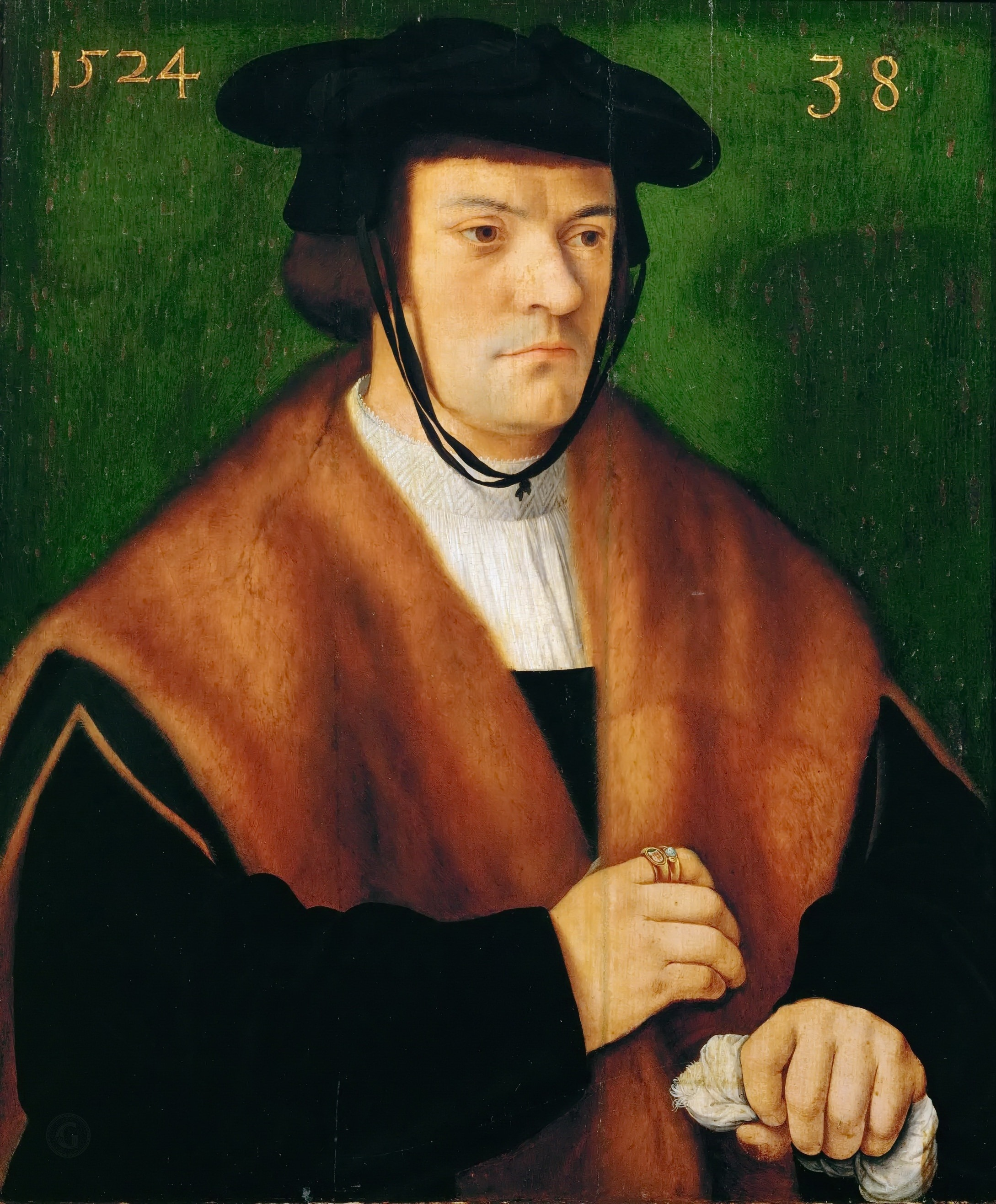
Bartholomäus Bruyn d. Ä., Porträt des 38-jährigen Gerhard von Westerburg, 1524, Compton Verney Art Gallery, England

Gerhard Westerburg (* um 1490 in Köln; † 1558 in Dykhausen bei Neustadtgödens) war ein deutscher Jurist und Theologe der Täufer und der Reformierten.

## Leben
Gerhard Westerburg wurde Ende des 15. Jahrhunderts als Sohn einer angesehenen Familie der Stadt Köln geboren. Das Grundstudium absolvierte er in Trier und in Köln an der Bursa Montana. Ab 1517 studierte er zusammen mit Johannes Cochläus in Bologna und schloss seine Studien 1521 mit dem Doktor beider Rechte ab. In diese Zeit fiel auch eine Reise nach Rom, wo der die kirchlichen Missstände erlebte. 

### Reformator
Als Westerburg 1521 nach Köln zurückkehrte, lernte er einen Vertreter der Zwickauer Propheten kennen. In der Folge begab er sich nach Wittenberg zu Nikolaus Storch, einem der Anführer der Zwickauer Propheten. Dort befreundete er sich auch mit Karlstadt und Martin Borrhaus. Mit Karlstadt zog er 1523 nach Orlamünde und heiratete dessen Schwester. Hier begann Westerburg seine schriftstellerische Tätigkeit. Sein achtseitigens Pamphlet Vom Fegefeuer trug ihm den Spottnamen „Doktor Fegefeuer“ ein. Im Auftrage von Karlstadt reiste er 1524 nach Zürich, wo er mit den späteren Täufern Konrad Grebel und Felix Manz zusammentraf. Bei seiner Rückkehr wurde er zusammen mit Karlstadt aus Sachsen ausgewiesen.

### Frankfurter Zunftaufstand
Westerburg begab sich nach Frankfurt am Main und schloss sich dort der Gemeinschaft der evangelischen Brüder an, einer Gruppe reformatorisch gesinnter Handwerker, die in Opposition zur patrizischen Obrigkeit und dem altgläubigen Klerus der Stadt standen. Der von Patriziern dominierte Rat der Stadt stand seit Juni 1524 in einem Konflikt mit dem Mainzer Erzbischof Albrecht von Brandenburg wegen des Auftretens lutherischer Prädikanten an der Katharinenkirche. Dies wurde dem Rat als Verletzung des Wormser Ediktes und damit als Auflehnung gegen den Kaiser vorgehalten. Der Rat versuchte daher die weitere Ausbreitung der Reformation unter der Bürgerschaft zu unterdrücken, um den Verlust kaiserlicher Privilegien zu vermeiden.
Westerburg beteiligte sich am Frankfurter Zunftaufstand am 17. April 1525. Die Aufständischen zwangen den Rat am 22. April 1525 zur Annahme der wahrscheinlich teilweise von Westerburg verfassten 46 Artikel, eine Zusammenfassung von reformatorischen Positionen sowie bürgerrechtlichen und sozialpolitischen Forderungen. Ihnen wird eine den Zwölf Artikeln der Oberschwaben ähnliche Bedeutung zugesprochen.
Dem amtierenden Bürgermeister Hamman von Holzhausen gelang es, zwischen Rat und aufständischen Zünften zu vermitteln und gleichzeitig die Position der Stadt gegenüber dem Kaiser und dem Mainzer Erzbischof zu stützen. Westerburg musste die Stadt im Mai 1525 verlassen, jedoch berief der Rat am 13. Juni 1525 die beiden reformatorischen Prediger Johann Bernhard und Dionysius Melander, um die Bürger zu beruhigen. Nach der Niederschlagung des Bauernkrieges wurden die Frankfurter Artikel am 2. Juli 1525 wieder abgeschafft und die früheren Machtverhältnisse zwischen Rat und Bürgerschaft im Wesentlichen wiederhergestellt. Die Einführung der Reformation in Frankfurt war allerdings unumkehrbar geworden.

### Täufer
Nach seiner Ausweisung aus Frankfurt wandte sich Westerburg zurück nach Köln, um sein Erblehen anzutreten. Doch auch in Köln geriet er in Konflikt mit der kirchlichen Obrigkeit. Einer Disputation über das Fegefeuer wich er aus. Er wurde der Häresie angeklagt und als Ketzer verurteilt. Dank seinen juristischen Kenntnisse gelang es ihm, die Strafe abzuwenden. Seine Erfahrungen in diesem Prozess veröffentlichte Westerburg 1533 in der Schrift Wie die Hochgelehrten von Köln den Doctor Gerhart Westerburg als einen ungläubigen verdammt haben. Danach lebte er noch sieben weitere Jahre nahezu unbehelligt in der Stadt Köln. 
Als Taufgesinnter nahm Westerburg mit Begeisterung die Entwicklung des Täuferreiches in Münster auf. Zusammen mit seinem Bruder Arnold reiste er in das sogenannte Neue Jerusalem und ließ sich von Heinrich Roll taufen. Nach seiner Rückkehr nach Köln begann er nun selber die Taufe zu spenden. Er gilt als einer der Gründer der Kölner Täufergemeinde, die bis zu 700 Mitglieder gezählt haben soll. Der einsetzenden Verhaftungswelle konnte sich Westerburg im Sommer 1534 durch Flucht entziehen.

### Reformierter Geistlicher
Von 1534 bis 1542 fehlen weitere Informationen zu seinem Leben. Westerburg scheint sich vom Täufertum losgesagt zu haben. 1542 war er für einige Zeit als reformierter Geistlicher im Dienste Herzog Albrechts von Preußen tätig. Danach zog er sich nach Ostfriesland zurück. In Emden machte er Bekanntschaft mit Johannes a Lasco, in dessen Auftrag er 1545 nach Zürich reiste und mit Heinrich Bullinger zusammentraf. Auf der Rückreise veröffentlichte er in Straßburg einige reformatorische Schriften an die Adresse der Kölner Theologen. Vergeblich versucht er 1550 nach Köln zurückzukehren; seine täuferische Vergangenheit verhinderte eine erneute Annahme seines Erblehens. Er übernahm eine reformierte Pfarrstelle in Dykhausen, die er bis zu seinem Tode im Jahr 1558 versah.

## Werke
- Vom fegefewer und standt der verscheyden selen eyn Chrystliche meynung, Köln 1523.Digitalisat, (Google-Books)
- De purgatorio et animarum statu sententia ex sacris literis collecta, Straßburg 1524.
- Sammelband, Marburg 1533

- Gerhard Westerburg: Wie die hochgelerten von Cölln Doctores in der Gottheit vnd Ketzermeister den Doctor Gerhart Westerburg des Fegfewrs halben als einen vnglaubigen verurtheilt vnd verdampt haben (Google-Books).
- Johannes Cochlaeus: Wie Doctor Johann Cocleus von Wendelstein wider D. Westerburgs buch vom Fegfewr geschrieben (Google-Books).

- Von dem grossen Gottesdienst der löblichen Statt Cöllen, Straßburg, 1545. Digitalisat
- Von dem Anbetten des H. Sacraments ein kurtzer Bericht : an den hochlöblichen Adel des wirdigsten Cöllschen Thumcapittels dienstlich vorgetragen, Straßburg 1545 (Google-Books).
- An die weltliche stende, Nemlich Grauen, Ritterschafft, Stette vnnd gemeine Landschafft des löblichen Cöllschen Ertzbischtumbs, Straßburg 1545. Digitalisat
- Von dem grossen bedrug, list vnd verfürung, etlicher gelerten vnd Geystlichen der Stat Cöllen. Mülen, Bonn 1646; Nachdruck Wendel Rihel, Straßburg 1547.